# Michael Hsu Rosen
Michael Hsu Rosen (New York, 28 maggio 1992) è un attore statunitense noto principalmente per aver interpretato Jayden in Pretty Smart e Nabil in Tiny Pretty Things, entrambe serie originali Netflix, oltre ad aver preso parte ai revival Broadway di Torch Song e West Side Story.

## Biografia
Michael Hsu Rosen è nato a New York, nell'Upper West Side. Ha frequentato l'Ethical Culture Fieldston School e la Professional Children's School, formandosi per nove anni alla School of American Ballet ed iscrivendosi alla Università Yale salvo poi ritirarsi per dedicarsi a tempo pieno alla recitazione.
Durante il liceo, Rosen si è esibito col New York City Ballet debuttando a Broadway a diciassette anni nel revival del 2009 di West Side Story, per poi proseguire la carriera nei musical con On the Town e Torch Song di Harvey Fierstein. Inoltre ha partecipato a serie televisive quali Jessica Jones, Monsterland e The Good Doctor, ottenendo in seguito ruoli stabili nei cast di Tiny Pretty Things e Pretty Smart.

## Filmografia

### Cinema
- The Empty Building, regia di Giovanni Sanseviero - cortometraggio (2004)
- Food of Love, regia di Sarah Rosen - cortometraggio (2012)
- Lavender, regia di Matthew Puccini - cortometraggio (2019)
- Safe Spaces, regia di Daniel Schechter (2019)
- In This Life, regia di Bat-Sheva Guez - cortometraggio (2019)
- Nora Highland, regia di Ryan Spahn (2020)
- Daughter of the Bride, regia di Annette Haywood-Carter (2023)

### Televisione
- Taxi Brooklyn - serie TV, episodio 1x07 (2014)
- Live from Lincoln Center - serie TV, episodio 41x05 (2015)
- Looking - Il film (Looking), regia di Andrew Haigh - film TV (2016)
- Dating My Mother, regia di Mike Roma - film TV (2017)
- Jessica Jones - serie TV, 2 episodi (2019)
- Monsterland - serie TV, episodio 1x07 (2020)
- Tiny Pretty Things - serie TV, 10 episodi (2020)
- The Good Doctor - serie TV, episodio 4x13 (2021)
- Pretty Smart - serie TV, 10 episodi (2021)
- Glamorous - serie TV, 9 episodi (2023)
- The Sex Lives of College Girls - serie TV, 5 episodi (2024-2025)